# Estación Ordoqui
Ordoqui era una estación ferroviaria ubicada la localidad homónima del Partido de Carlos Casares, Provincia de Buenos Aires, Argentina.
En el edificio de la exestación se encuentra un Centro Cultural.

## Servicios
La estación formaba parte del Ferrocarril Midland de Buenos Aires que unía la Estación Puente Alsina con la ciudad de Carhué. A partir de la nacionalización de 1948, pasó a formar parte del Ferrocarril General Belgrano.
La estación fue deshabilitada en 1977, año en el que el ramal ferroviario fue reducido llegando únicamente a la Estación Marinos del Crucero General Belgrano.